# داريل كوتن
داريل كوتن (بالإنجليزية: Darryl Cotton)‏ هو ملحن ومقدم تلفزيوني ومغني أسترالي، ولد في 4 سبتمبر 1949 في أديلايد في أستراليا، وتوفي في 27 يوليو 2012 في ملبورن في أستراليا بسبب سرطان الكبد.

## وصلات خارجية
- داريل كوتن على موقع IMDb (الإنجليزية)
- داريل كوتن على موقع ميوزك برينز (الإنجليزية)
- داريل كوتن على موقع ديسكوغز (الإنجليزية)